# Storia dell'Emilia

Mappa della Regio VIII Aemilia, dalla quale deriva il nome dell'odierna regione storica

L'Emilia è una regione con una grande eredità storica, con vestigia risalenti al Paleolitico.
Entrò a fare parte del Regno d'Italia nel marzo del 1860 assieme alla Romagna e la Toscana. Prima di quella data era stata la patria dei famosi ducati di Piacenza, Parma, Guastalla, Modena e Reggio, oltre al libero comune di Bologna.

## Antichità

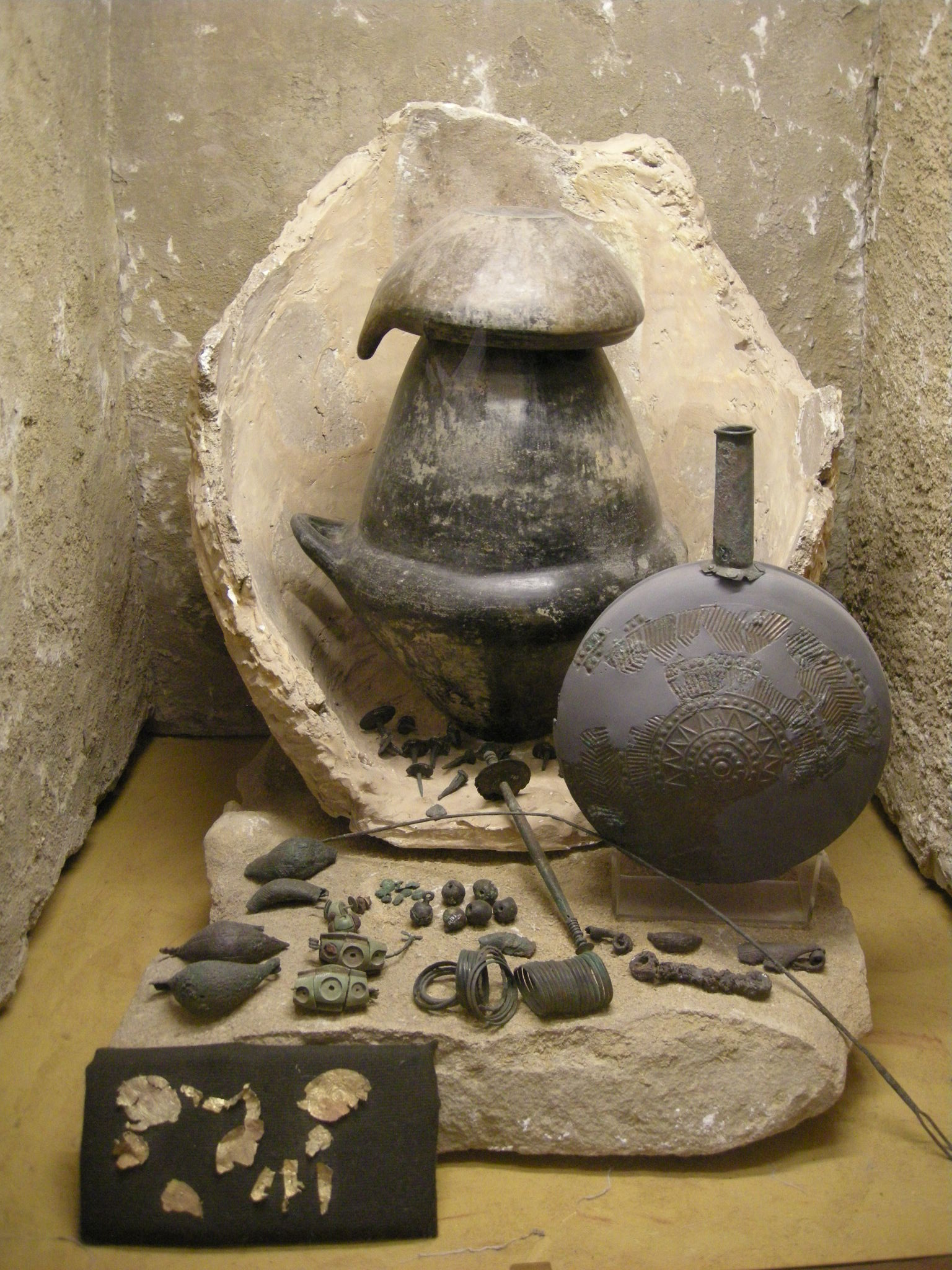
Corredo tipico di una tomba villanoviana

### Paleolitico, Neolitico e Età del ferro
Nella regione sono stati ritrovati resti di insediamenti risalenti al Paleolitico a Albinea, Campegine e a Calerno, oltre a reperti del Neolitico e palafitte (Terramare), unico tipo di abitazioni prima della bonifica delle paludi che erano disseminate per tutta la Pianura Padana. Durante l'Età del ferro (IX-VIII secolo a.C.) si sviluppò la famosa cultura villanoviana, così chiamata dal nome di un sito a Villanova, durante la quale furono fondate le prime città. Le principali testimonianze di questa cultura sono soprattutto ceramiche usate come urne funerarie, e rappresenta la fase più antica della civiltà etrusca.

### Etruschi e Galli Boi
Dal VI al III secolo a.C. la zona fu dominata (come la Romagna) dagli Etruschi che vi fondarono fiorenti colonie come Spina, Parma e Felsina, l'attuale Bologna. In quest'ultima città, al Museo Civico Archeologico, sono conservati vari reperti di età etrusca. Le colonie etrusche condividevano il Nord Italia con altri popoli, tra cui i Celti della Cultura di Golasecca, stanziati nell'area di sbocco del fiume Ticino nel Lago Maggiore, le cui origini sono datate tra il XII e il X secolo a.C. I frequenti contatti commerciali tra i due popoli portarono i Celti ad apprendere la scrittura, sviluppando verso la fine del VII secolo a.C. il cosiddetto "alfabeto di Lugano".
Verso l'inizio del IV secolo a.C. una serie di popoli celti – secondo Tito Livio, Boi, Lingoni e Senoni, ma forse anche Libui e Salluvi – partirono dalla Gallia (attuale Francia) per migrare in Italia. Tra questi il popolo bellicoso e numeroso dei Galli Boi, secondo Catone composto da 112 tribù, si stanziò nelle pianure e montagne dell'attuale Emilia e in parte della Romagna, condividendo quest'ultima con i Senoni. Fonti romane e greche, insieme a successivi ritrovamenti archeologici, testimoniano un'invasione di lunga durata, mirante a uno stanziamento massiccio e definitivo, che alternava momenti bellicosi ad altri di convivenza e mescolanza con gli etruschi assoggettati. Lo storico greco Polibio menziona che l'invasione celta delle colonie etrusche fu condotta sulla base di futili pretesti, mentre scavi archeologici in Veneto ed Emilia (necropoli di Monte Bibele) hanno riportato alla luce sepolture che fanno pensare a matrimoni misti etrusco-celti.

### Dominio romano
I Romani conquistarono l'Emilia nel III secolo a.C. e vi costruirono (nel 187 a.C.) un'importantissima via consolare, la Via Emilia, grazie a Marco Emilio Lepido, e Augusto ne fece un'unica regione assieme alla Liguria. Lungo il percorso sorsero le città di Modena (Mutina), Piacenza (Placentia) e Reggio Emilia (Regium Lepidi), mentre si espansero Parmam (Parma) e Bononia (Bologna).
Durante il dominio di Roma, l'Emilia cambiò radicalmente: i boschi vennero tagliati per fornire il legname alla capitale e le paludi della pianura furono bonificate.
Le principali vestigia della dominazione romana sono presenti in tutta l'Emilia, in particolare a Piacenza, dove vi è il sito archeologico di Velleia, un'antica città romana.

## Medioevo

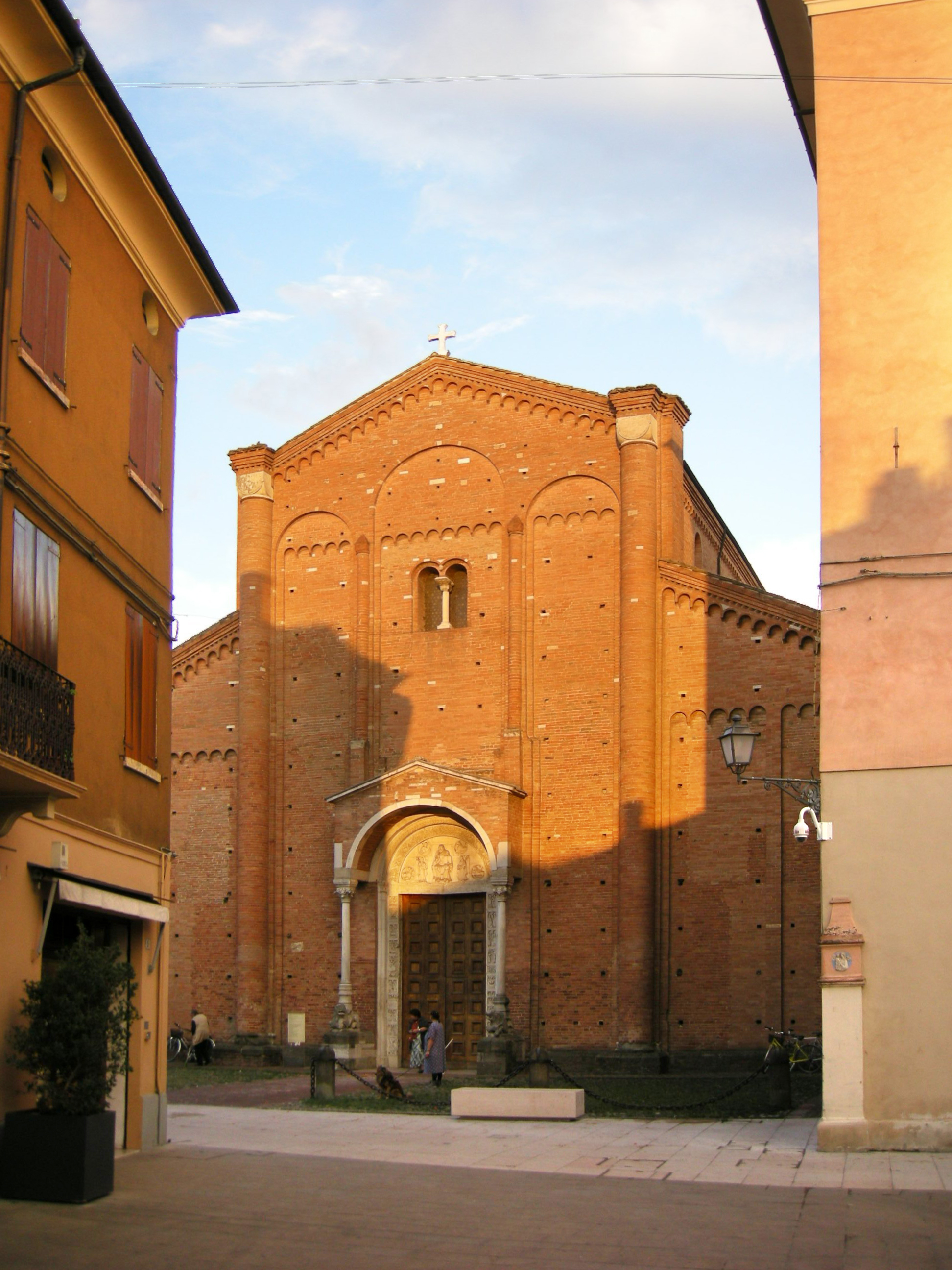
l'Abbazia di Nonantola, importante centro monastico fondato in tarda età longobarda

### Tarda antichità
Nel corso del IV secolo si verifica una forte crisi, coinvolgendo soprattutto i centri urbani. Ne abbiamo testimonianza da Ambrogio, vescovo di Milano, che in una lettera del 387, indirizzata all'amico Faustino, descrive le città emiliane come "cadaveri di città semidistrutte" (semirutarum urbium cadavera).

### Goti e Longobardi
Nel IV secolo d.C., la zona fu soggetta a ondate di popolazioni barbariche dal Nord Europa. Tali invasioni, iniziate nel V secolo d.C., portarono rovina in tutta la regione. Le paludi ripresero il sopravvento, i campi furono abbandonati e la vita della gente fu minacciata. Tuttavia, all'arrivo dei Goti di Odoacre, la regione ebbe un periodo di tranquillità terminato nel VI secolo con il disastroso arrivo dei Longobardi di Agilulfo che portarono, sostituendosi ai Bizantini che si erano insediati ai tempi di Giustiniano, tremende carestie, fame, epidemie di peste e inondazioni.
Durante il dominio longobardo si formarono vari piccoli ducati, come il Ducato di Parma, di Piacenza, di Persiceto, di Modena e di Reggio. Nel 728 d.C. divennero longobarde anche Bologna e Imola. La regione fu definitivamente longobarda con Astolfo nel 751.

### Franchi

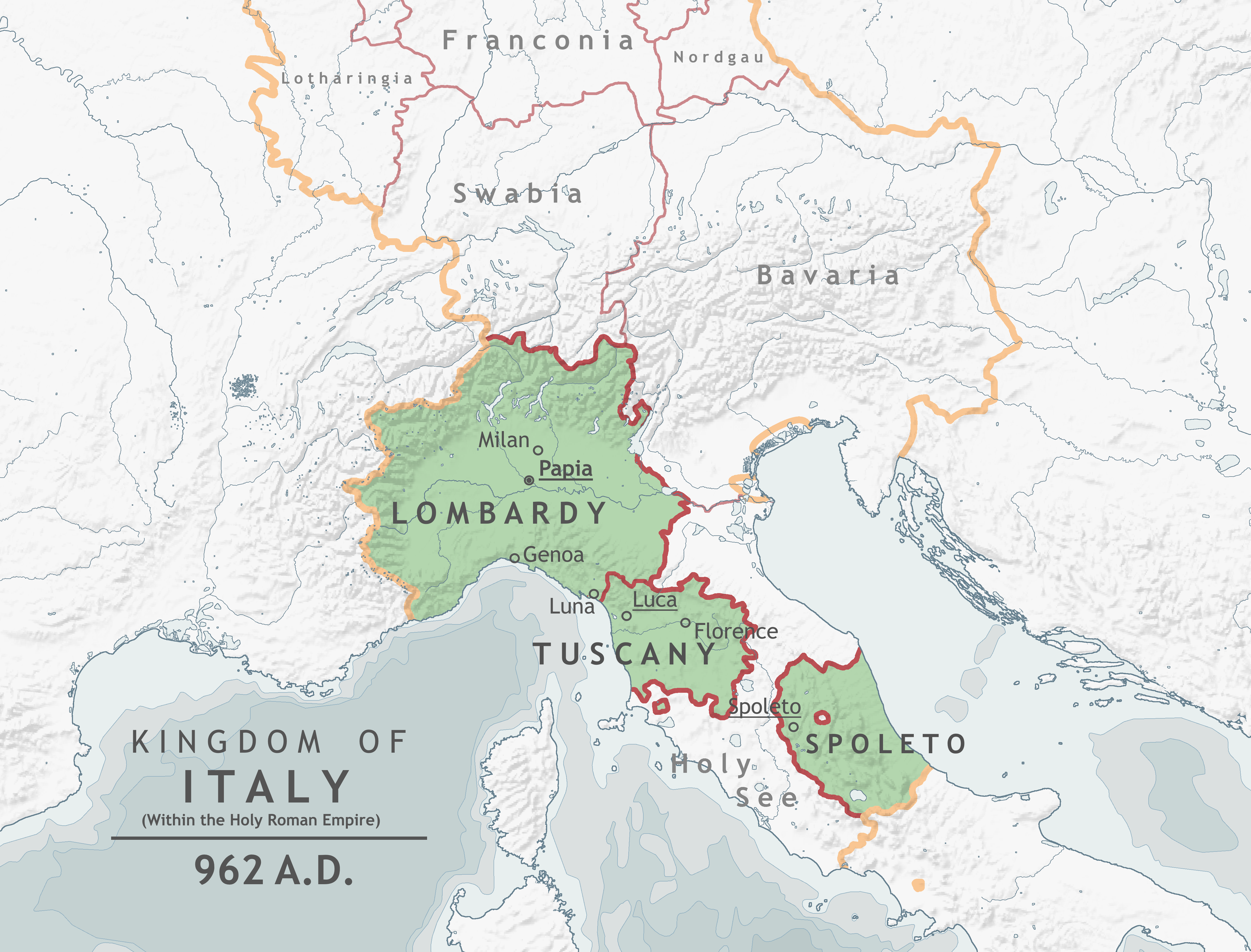
Il regno d'Italia nel 962.

In seguito al dominio longobardo, vennero i Franchi di Carlo Magno, che divise la regione in vari feudi amministrati da vescovi, che all'epoca avevano non solo ruoli religiosi, ma anche politici e amministrativi. Dopo il Trattato di Verdun, gran parte del Nord Italia, inclusa l'Emilia, passò al nipote di Carlo, Lotario.

### Alto Medioevo
Il Marchese del Friuli Berengario venne eletto re nell'888, ma i suoi sostenitori combatterono fra di loro e lo uccisero a tradimento; qualche anno dopo salì al potere Berengario II, marchese d'Ivrea, che, per mantenere il potere, si sottomise a Ottone I, che nel 962 scese nella penisola, depose Berengario II e si proclamò Re d'Italia. Il 12 febbraio 1002 divenne re d'Italia Arduino, che dovette fronteggiare Ottone I di Carinzia, arrivato in Italia per conto dell'imperatore di Germania, Enrico II, che aveva varcato le Alpi con un piccolo esercito per spodestare Arduino. Venne però sconfitto in Trentino e a quel punto, Ottone si ritirò. Tempo dopo, Arduino decise di farsi monaco ed entrò nell'ordine dei monaci benedettini all'abbazia di Fruttuaria.

## Età moderna

Stemma della casa d'Este

### Ducati e signorie
Nel XII secolo in Emilia molti feudi divennero indipendenti, trasformandosi in liberi comuni. Particolarmente importanti furono i comuni di Parma e Piacenza, ma soprattutto Bologna, dove, nel 1088, si sviluppò la prima università europea.
Nel XIII secolo nacquero le prime contee e i primi ducati della regione. I più importanti sono:
- La Contea di Guastalla, che nacque nel 1406 con Guido Torelli. Successivamente, nel 1539,  il comando passò ai Gonzaga con Ferrante I Gonzaga. Nel 1621 la contea divenne il Ducato di Guastalla con Cesare II Gonzaga e la dinastia rimase la stessa sino al 1678, data della fine del governo di Cesare II Gonzaga e in cui il ducato passò al Ducato di Milano. L'indipendenza del governo dei Gonzaga a Guastalla venne ripresa nel 1693 con Vincenzo Gonzaga. Il ducato rimase indipendente sino al governo di Vincenzo Gonzaga nel 1702, data in cui il ducato passò al Regno di Francia e tornò indipendente solo due anni dopo, nel 1704, con il governo di Antonio Ferrante Gonzaga. La Francia riprese il ducato un'altra volta nel 1734, sostituendosi al dominio di Giuseppe Maria Gonzaga sino al 1738. Giuseppe Maria riprese il comando dal 1738 al 1746 e, dopo un intermezzo asburgico, Guastalla passò al Ducato di Parma nel 1748.
- Il Ducato di Parma che nacque nel 1545 con Pier Luigi Farnese, dominò gran parte dell'Emilia. La dinastia che lo comandò per più tempo fu quella dei Farnese, che terminò nel 1731 con Antonio Farnese. Durante il loro dominio i Farnese arricchirono la città di Parma, capitale del ducato, con meravigliosi edifici, come il teatro Farnese al Palazzo della Pilotta. Tempo dopo i Farnese e un intermezzo borbonico, vennero gli Asburgo con l'imperatore Carlo VI. L'ultima duchessa d'Asburgo, Maria Teresa, fu la prima a governare anche su Guastalla. L'ultima dinastia regnante prima dell'epoca napoleonica furono i Borbone di Parma, che regnarono sul ducato dal 1748 al 1802. Dopo di loro arrivò dalla Francia Napoleone, che mise due duchi da lui scelti: Jean-Jacques Régis de Cambacérès a Parma e Charles-François Lebrun a Piacenza. Maria Luisa d'Asburgo-Lorena fu l'ultima regnante asburgica a Parma. Gli ultimi duchi della città furono di nuovo i Borbone di Parma, dal 1847 al 1859. Dopo quell'anno il ducato entrò a far parte del Regno d'Italia.

- Il Ducato di Ferrara, che nel 1461 estese i suoi domini su Modena e Reggio, diede origine all’omonimo ducato, a governo della nobile famiglia d’Este. Senza dubbio il più importante e potente ducato dell’intera Emilia, comprendeva vasti territori nella Romagna e nel Veneto (Lugo era territorio estense, così come tutto il Polesine di Rovigo). A seguito alla devoluzione dei territori del ferrarese al papa nel 1598, gli Este rimasero signori delle allora province di Modena e Reggio, che le governarono come unica famiglia fino al 1814, poi come Asburgo-Este fino al 1859, data di annessione al Regno d'Italia.

## L'età napoleonica

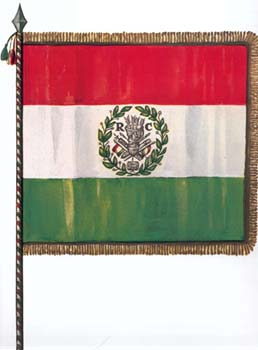
Il tricolore della Repubblica Cispadana

### L'arrivo dei francesi
Nel 1793 Napoleone Bonaparte, all'epoca generale di brigata, ricevette l'incarico di ispettore d'artiglieria dell'Armata d'Italia, che da tempo era bloccata tra le truppe piemontesi a nord e le navi inglesi a sud mentre tentava di invadere il Regno di Sardegna.
Nell'aprile del 1794 le truppe francesi, guidate da Napoleone, ruppero il blocco presso Oneglia, in Liguria, riuscendo così ad avanzare nella penisola italiana. Gradatamente, Bonaparte avanzò, pressoché senza problemi, nell'Italia settentrionale portando l'ideale di libertà della Rivoluzione francese tra i popoli del luogo che cominciarono a ribellarsi ai loro sovrani ed acclamando i francesi come liberatori.
Il 7 maggio 1796 il generale Dallemagne raggiunse Piacenza alle ore 9 del mattino, dando inizio all'espansione francese in Emilia e in Romagna. Il 9 maggio, due giorni dopo la caduta di Piacenza, il Duca di Parma Ferdinando I firmò l'armistizio con le truppe napoleoniche, mentre il Ducato di Modena venne occupato ad ottobre e la Legazione di Romagna, appartenente allo Stato Pontificio, poco dopo.

### Le Repubbliche
A Reggio, il 7 maggio 1796, giorno della caduta di Piacenza, il duca Ercole III d'Este decise, a causa dell'imminente arrivo delle truppe francesi e delle sommosse popolari, di ritirarsi a Venezia. Venne così proclamata la Repubblica Reggiana, che venne annessa poco tempo dopo ai territori occupati da Napoleone, che proclamò nello stesso anno, a Bologna, la Repubblica Bolognese. Alla fine del 1796 vennero proclamate nel Nord Italia, due repubbliche, dipendenti dalla Francia: la Repubblica Transpadana (composta da quello che era il Ducato di Milano fino all'anno precedente) e la Repubblica Cispadana (formatasi dall'unione di Ducato di Modena, Repubblica Reggiana e Repubblica Bolognese). Il 7 marzo 1797 vennero unite, assieme alla Legazione di Romagna, nella Repubblica Cisalpina, che adottò il tricolore, nato a Reggio nel 1796, come bandiera.

## L'epoca contemporanea

### Il Risorgimento
Il biennio 1848-49 vede in campo tutte le classi sociali. A Reggio, a Modena e a Bologna il popolo scende in piazza: si rivelano forze laterali che pongono obiettivi che vanno al di là della libertà e dell'indipendenza. A Modena vogliono cacciare il duca, Francesco V d'Asburgo-Este e darsi un governo autonomo, parlano di unità italiana, sono repubblicani e nutrono vive aspirazioni sociali. A Bologna, il "popolo minuto" difende l'8 agosto 1848 la città dagli Austriaci, ma pone anche la questione sociale nei suoi aspetti economici e morali.
Ma i moderati riuscirono a tenere sotto controllo la situazione, a "frenare la plebe", abbandonando la formula "Pio IX e l'Italia" che aveva raccolto il primo impulso liberale di coloro che anelavano a novità e accettando ora il programma dell'accordo con Carlo Alberto che D'Azeglio ha propagandato in Romagna nel 1845, poiché permetteva, tra l'altro, di neutralizzare il rivoluzionarismo democratico nei suoi vari aspetti, ossia di placare senza troppo sangue le rivolte anti-austriache. Nel 1849, dopo che la Repubblica romana si era sciolta, la fiamma rivoluzionaria si era spenta. Dieci anni dopo, nel 1859, nella Romagna pontificia, nei Ducati di Modena e Parma e nel Granducato di Toscana, in seguito a insurrezioni pacifiche che cacciarono i rispettivi governanti, si formarono dei governi provvisori che traghettarono questi territori nel Regno di Sardegna tramite plebiscito.

### Dal Regno alla Repubblica
L'Emilia, nel 1922, entrò a far parte dell'Italia fascista di Mussolini e più tardi venne occupata dalle truppe tedesche, che vennero a poco a poco scacciate dagli alleati. Esse uccisero nel 1944 a Marzabotto, per repressione dell'azione partigiana, 1830 persone. 
Nel 1947 l'Emilia andò a formare, assieme alla Romagna, la regione Emilia-Romagna.